# Piptocephalis minuta
Piptocephalis minuta är en svampart som beskrevs av Kuzuha 1976. Piptocephalis minuta ingår i släktet Piptocephalis och familjen Piptocephalidaceae.   Inga underarter finns listade i Catalogue of Life.